# Frankfurt–Hahn repülőtér
A Frankfurt–Hahn repülőtér (IATA: HHN, ICAO: EDFH) egy nemzetközi repülőtér Németországban, Frankfurt am Main közelében. Éves utasforgalma 1 860 000 fő (2024).

## Kifutók
A repülőtér futópályái:
- 03/21 (3800 m, 45 m, aszfalt)

## Forgalom[1]
Az utasforgalom az elmúlt években az alábbi módon változott:
| Utasok száma | 2 751 585 | 3 704 633 | 3 940 159 | 3 493 451 | 2 790 961 | 2 665 105 | 2 471 900 | 1 496 362 | 615 871 | 1 860 000 |
|              | 2004      | 2006      | 2008      | 2010      | 2012      | 2015      | 2017      | 2019      | 2021    | 2024      |

## Légitársaságok és úticélok
2024-ben a Frankfurt–Hahn repülőtérről az alábbi járatok indulnak (Utoljára frissítve: 2024-11-2):

### Személy
| Légitársaság | Célállomások |
| ------------ | --- |
| Air Arabia   | Szezonális: Nador |
| Air Serbia   | Niš |
| FlyOne       | Chișinău |
| Ryanair      | Agadir, Alicante, Bari, Bergamo, Catania, Dublin, Faro, Fès, Kerry, Lamezia Terme, London–Stansted, Málaga, Marrakesh, Nador, Palma de Mallorca, Pescara, Porto, Reggio Calabria, Róma–Fiumicino, Seville, Szófia, Thessaloniki, Treviso, Zágráb Szezonális: Alghero, Barcelona, Budapest, Cagliari, Chania, Girona, Ibiza, Gran Canaria, Palermo, Tenerife–South, Valencia, Vilnius, Zadar |
| Trade Air    | Szezonális charter: Pristina |
| Wizz Air     | Cluj-Napoca, Kutaisi, Skopje, Szófia, Tirana Szezonális: Varna |

### Cargo
| Légitársaság           | Célállomások                        |
| ---------------------- | ----------------------------------- |
| Aerotranscargo         | Baku, Rio de Janeiro–Galeão, Riyadh |
| Atlas Air              | Halifax, Mumbai, Riyadh             |
| Silk Way West Airlines | Baku, Bécs                          |
| Suparna Airlines       | Wuxi, Xi'an                         |

A repülőteret további teherszállítók is használják rendszertelenül, például eseti charter- vagy katonai műveletekre.